# Djebel Zaghouan
El Djebel Zaghouan (àrab: جبل زغوان, Jabal Zaḡwān) és un massís muntanyós del nord-est de Tunísia, governació de Zaghouan. El seu punt més alt és el Ras El Gassaa de 1.295 metres. Està situat al sud de la ciutat de Zaghouan. Al nord continua en el Djebel Marchana. Disposa de nombroses fonts i d'aqui sortia el famós aqüeducte de Zaghouan que abastia a Cartago a uns 80 km al nord. A la muntanya hi ha diverses coves interessants com la d'Abdeassatari a uns 1100 metres, i alguns marabuts el principal dels quals és el de Sidi Bou Gabrine. Hi ha tombes a la zona de la vila de Sidi Medien, excavades a la roca, i a Aïn Asker i Sidi Zid. La vegetació principal és el pi d'Alep. La fauna és variada i destaquen l'àliga reial, l'àliga de Bonnelli i el falcó pelegrí entre les aus. Constitueix una reserva de la natura i està prevista la seva declaració com a parc nacional. El seu nom és una deformació grollera del nom roma de Ziqua (Mons Ziguensis) que potser va donar nom a la regió de Zeugitana.